# Campionat del Món d'esquí nòrdic de 1938
El Campionat del Món d'esquí nòrdic de 1938 fou l'onzena edició del Campionat del Món d'esquí nòrdic. Es van disputar cinc proves, totes masculines, entre el 24 i el 28 de febrer de 1938 a Lahti, Finlàndia.

## Resultats

### Esquí de fons
| Prova   | Or                                                                            | Plata                                                                | Bronze                                                                  |
| 18 km   | Pauli Pitkänen (FIN)                                                          | Alfred Dahlqvist (SWE)                                               | Kalle Jalkanen (FIN)                                                    |
| 50 km   | Kalle Jalkanen (FIN)                                                          | Alvar Rantalahti (FIN)                                               | Lars Bergendahl (NOR)                                                   |
| 4x10 km | Finlàndia Juho Kurikkala · Martti Lauronen · Pauli Pitkänen · Klaes Karppinen | Noruega Ragnar Ringstad · Olav Økern · Arne Larsen · Lars Bergendahl | Suècia Sven Hansson · Donald Johansson · Sigurd Nilsson · Martin Matsbo |

### Combinada nòrdica
| Prova      | Or                     | Plata                | Bronze                 |
| Individual | Olaf Hoffsbakken (NOR) | John Westbergh (SWE) | Hans Vinjarengen (NOR) |

### Salt d'esquí
| Prova          | Or                 | Plata                    | Bronze             |
| Trampolí llarg | Asbjørn Ruud (NOR) | Stanisław Marusarz (POL) | Hilmar Myhra (NOR) |

## Medaller
| Posició | País      | Or | Plata | Bronze | Total |
| 1       | Finlàndia | 3  | 1     | 1      | 5     |
| 2       | Noruega   | 2  | 1     | 3      | 6     |
| 3       | Suècia    | 0  | 2     | 1      | 3     |
| 4       | Polònia   | 0  | 1     | 0      | 1     |
|         | TOTAL     | 5  | 5     | 5      | 15    |